# Plexippus stridulator
Plexippus stridulator là một loài nhện trong họ Salticidae.
Loài này thuộc chi Plexippus. Plexippus stridulator được Mary Agard Pocock miêu tả năm 1899.